# Ixora chartacea
Ixora chartacea är en måreväxtart som beskrevs av Adolph Daniel Edward Elmer. Ixora chartacea ingår i släktet Ixora och familjen måreväxter. Inga underarter finns listade i Catalogue of Life.